# Synopeas saopaulensis
Synopeas saopaulensis är en stekelart som beskrevs av Peter Neerup Buhl 2004. Synopeas saopaulensis ingår i släktet Synopeas och familjen gallmyggesteklar. Inga underarter finns listade i Catalogue of Life.